# Gastronomía de Vanuatu

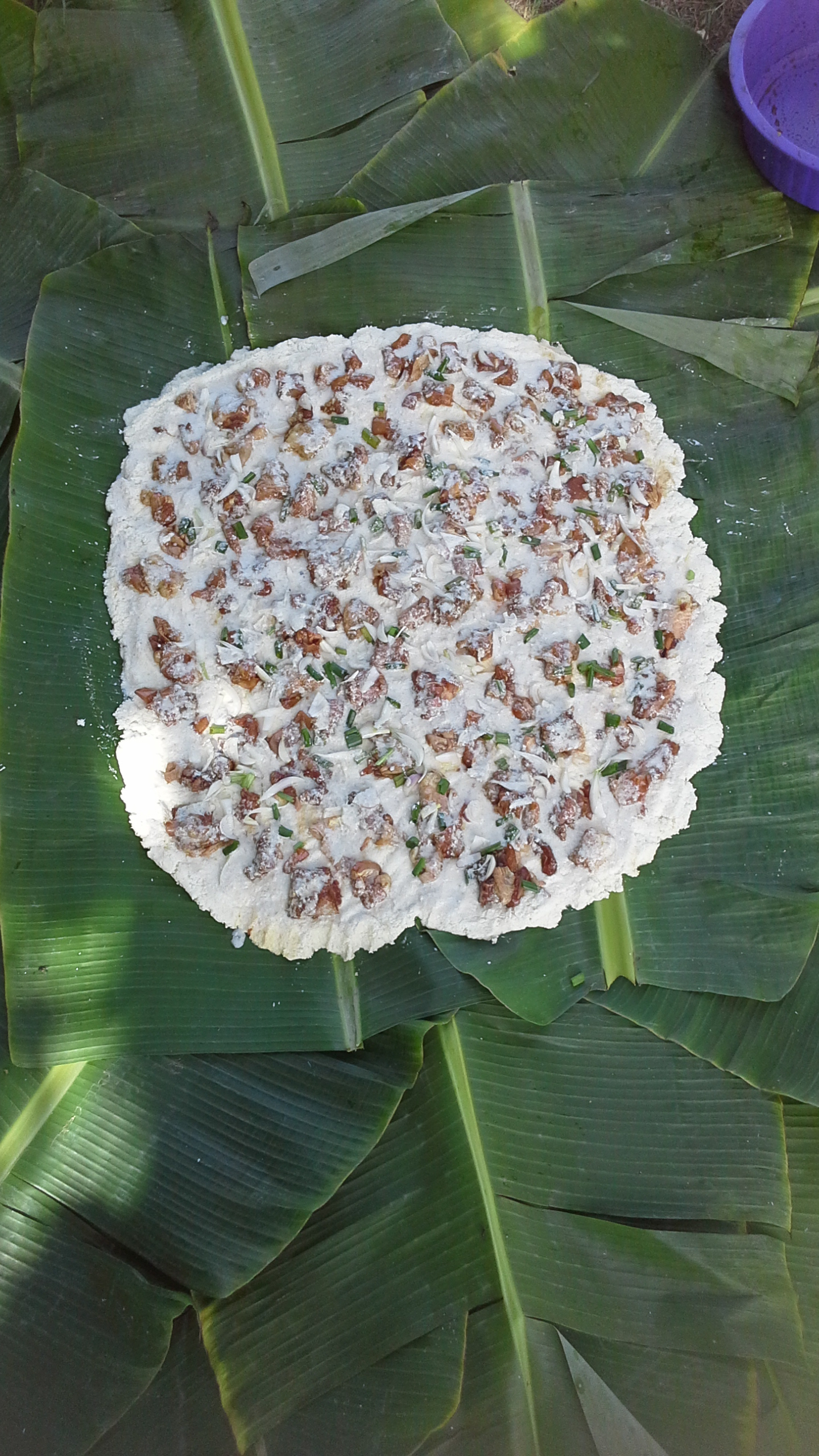
Laplap es el plato nacional de Vanuatu. El laplap se prepara rallando raíces de fruta del pan, plátanos, taro o ñame en una pasta vegetal. Luego, la pasta se envuelve en hojas de plátano y se cuece en un horno de piedra subterráneo, con crema de coco fresca.

La gastronomía de Vanuatu incorpora pescado, verduras de raíz tales como taro y ñame, frutas y verduras. La mayoría de las familias cultivan sus alimentos en sus jardines, y la escasez de alimentos es raro. Las papayas, piñas, mangos, bananas y papas son abundantes durante gran parte del año. La leche de coco es usado también para dar sabor a varios platos. La mayoría de los alimentos se cocinan con piedras calientes o por medio de la ebullición y vapor, poca comida se fríe. Vanuatu tiene un carácter multicultural debido a que es una de las pocas regiones del Pacífico influenciados por el mundo exterior.

## Ingredientes fundamentales
Los alimentos de Vanuatu tienen varios ingredientes básicos tales como el ñame, taro, banana, coco, caña de azúcar, frutas tropicales, cerdos, hierbas, aves y mariscos. Los vanuatuenses, por lo general, crecen en mayoría de alimentos, excepto alimentos de lujo, tales como arroz o pescado en conserva.

## Bebida tradicional
La kava, una bebida no alcohólica, es sumamente popular en Vanuatu. Esta prestigiosa bebida es usualmente bebida al anochecer. Mientras esta bebida deja un efecto narcótico suave y efectos relajantes sobre el individuo, se aprecia sobre todo por la atmósfera social relajada que se asocia con el contexto de nakamal.

## Alimentos tradicionales
El plato nacional de Vanuatu es el lap lap, este contiene ñame, banana y yuca cubierto con crema de coco y cocinado al horno tradicional. Los murciélagos también son capturados y se comen como estofado. Los cangrejos solían comerse en Vanuatu, pero los restaurantes dejaron de servir ese plato por el peligro de extinción que tenía.